# Associazione Sportiva Como 1937-1938
Questa pagina raccoglie le informazioni riguardanti l'Associazione Sportiva Como nelle competizioni ufficiali della stagione 1937-1938.

## Stagione
Nella stagione 1937-1938 il Como disputa e vince con 26 punti in classifica il girone C della Prima Divisione lombarda. Ammesso alle finali per la promozione in Serie D, termina al secondo posto a pari merito col Bareggio.
Essendo a pari merito col Bareggio e già definite in tre le squadre promosse non fu necessaria alcuna gara di spareggio.

Grande protagonista della stagione fu Umberto Guarnieri, che realizzò 17 reti nel girone di qualificazione e 4 nel girone di finale.

## Rosa
| N. |                   | Ruolo | Calciatore          |
| -- | ----------------- | ----- | ------------------- |
|    | Italia (bandiera) | D     | Ennio Bacchio       |
|    | Italia (bandiera) | A     | Giovanni Buich      |
|    | Italia (bandiera) | C     | Cesare Butti        |
|    | Italia (bandiera) | A     | Luigi Cattaneo      |
|    | Italia (bandiera) | A     | Paolo Cocciu        |
|    | Italia (bandiera) | D     | Giuseppe Conca      |
|    | Italia (bandiera) | P     | Mario Fontana       |
|    | Italia (bandiera) | C     | Osvaldo Ghislanzoni |
|    | Italia (bandiera) | A     | Umberto Guarnieri   |
|    | Italia (bandiera) | C     | Mauri               |
|    | Italia (bandiera) | D     | Cesare Mondini      |
|    | Italia (bandiera) | C     | Ettore Mussi        |

| N. |                   | Ruolo | Calciatore         |
| -- | ----------------- | ----- | ------------------ |
|    | Italia (bandiera) | C     | Aristide Noseda    |
|    | Italia (bandiera) | A     | Francesco Pesenti  |
|    | Italia (bandiera) | D     | Italo Picchiottini |
|    | Italia (bandiera) | D     | Enrico Rivolta     |
|    | Italia (bandiera) | A     | Fausto Romanò      |
|    | Italia (bandiera) | D     | Arnaldo Sala       |
|    | Italia (bandiera) | A     | Vittorio Saldarini |
|    | Italia (bandiera) | C     | Giancarlo Sardi    |
|    | Italia (bandiera) | C     | Domenico Torti     |
|    | Italia (bandiera) | A     | Armando Varini     |
|    | Italia (bandiera) | D     | Ugo Vittani        |